# 孙国祥
孙国祥（1953年2月—），祖籍浙江宁波鄞县，出生于上海，中华人民共和国政治人物、外交官。硕士研究生毕业。曾任中国外交部亚洲事务特使。

## 生平
1979年，毕业于北京外国语学院老挝语专业，进入中华人民共和国外交部工作，先后在外交部亚洲司、驻老挝大使馆、外交部办公厅、驻加拿大大使馆任职。1995年，赴美国约翰·霍普金斯大学国际关系学院进修。1996年，任外交部亚洲司副处长，后升任处长。1999年，升任外交部亚洲司副司长。2003年4月，出任中华人民共和国驻斯里兰卡大使兼驻马尔代夫大使。2006年10月，出任中华人民共和国驻土耳其大使。2008年11月，出任中华人民共和国驻越南大使。2011年8月，出任中华人民共和国驻纽约总领事。2014年，任满退休。2015年，任外交部亚洲事务特使。2022年，不再担任外交部亚洲事务特使。

## 荣誉

### 外国勋章奖章
- “为各民族和平友谊”奖章（越南友好组织联合会，2011年7月14日[5]）
- “为了工贸事业”奖章（越南工贸部，2011年7月15日颁发[6]）
- 友谊勋章（越南，2011年7月20日颁发[6]）

## 家庭
已婚，有一子。